# Kriminalnyj talant
Kriminalnyj talant (russisk: Криминальный талант) er en sovjetisk spillefilm fra 1988 af Sergej Asjkenazi.

## Medvirkende
- Aleksej Zjarkov som Sergej Rjabinin
- Aleksandra Zakharova som Aleksandra Rukojatkina
- Igor Nefjodov som Vadim Petelnikov
- Vladimir Korenev som Sergej Kurikin
- Vladimir Simonov som Victor Kaplitjenkov